# Exoprosopa collaris
Exoprosopa collaris är en tvåvingeart som först beskrevs av Christian Rudolph Wilhelm Wiedemann 1828.  Exoprosopa collaris ingår i släktet Exoprosopa och familjen svävflugor. Inga underarter finns listade i Catalogue of Life.